# Heichelheim
Heichelheim település Németországban, azon belül Türingiában. Lakosainak száma 304 fő (2017. december 31.). Heichelheim Buttelstedt, Ramsla, Kleinobringen és Großobringen községekkel határos.

## Népesség
A település népességének változása:

| 2017 | 304 |